# Beires (kommunhuvudort)
Beires är en kommunhuvudort i Spanien.   Den ligger i provinsen Provincia de Almería och regionen Andalusien, i den södra delen av landet, 400 km söder om huvudstaden Madrid. Beires ligger 932 meter över havet och antalet invånare är 120.
Terrängen runt Beires är kuperad åt nordost, men åt sydväst är den bergig. Runt Beires är det glesbefolkat, med 19 invånare per kvadratkilometer. Närmaste större samhälle är Fiñana, 18,2 km norr om Beires. Omgivningarna runt Beires är i huvudsak ett öppet busklandskap.